# In the Flesh Tour
In the Flesh Tour, conosciuto anche come Animals Tour, è un tour del gruppo rock britannico Pink Floyd in supporto dell'album Animals del 1977 in Europa e in Nord America.

## Storia
La prima data fu a Dortmund, in Germania, il 23 gennaio 1977 al quale seguirono altre date in Europa fino alla fine di marzo per poi riprendere a suonare negli Stati Uniti il 22 aprile al Miami Baseball Stadium di Miami.
Nel corso dell'ultimo concerto tenutosi il 6 luglio allo Stadio Olimpico di Montreal, in Canada, dopo un concerto che ebbe problemi audio tanto da rendere insoddisfatto il pubblico che incominciò ad agitarsi, il gruppo propose come secondo bis un'improvvisazione blues (poi nota come Drift Away Blues) senza la partecipazione di David Gilmour che aveva abbandonato il palco e il suo posto venne preso da Snowy White. Poco prima, durante l'esecuzione di Pigs (Three Different Ones) il pubblico era particolarmente agitato e venne anche lanciato un petardo sul palco che spinse Waters a smettere di suonare per poi parlare con una persona del pubblico vicino al palco che successivamente, durante l'esecuzione di Money, terminò la loro discussione con uno sputo del bassista verso lo spettatore. Anni dopo Waters raccontò in una intervista che l'idea per l'album successivo, The Wall, nacque durante questa tournée quando suonavano in grandi stadi davanti a un pubblico enorme che, a suo dire, solo in parte era lì per ascoltare quello che volevamo suonare e questo fece divenire per Waters un'esperienza piuttosto alienante fare i concerti e quindi come se ci fosse una sorta di muro fra gli artisti e il pubblico.

## Formazione
- David Gilmour – chitarra elettrica solista (tranne dove indicato); lap steel guitar in Shine On You Crazy Diamond (Part VI); voce e coro; basso in Pigs On The Wing (Part 2) (solo nella sezione americana del tour)
- Roger Waters – basso (tranne dove indicato); voce e coro; chitarra elettrica in Sheep e Pigs; chitarra acustica in Pigs On the Wing (Part 1 e 2) e Welcome to the Machine
- Richard Wright – tastiere; coro
- Nick Mason – batteria; percussioni

Musicisti aggiuntivi:
- Snowy White – chitarre (solista in Pigs On the Wing (Part 2), Dogs, Have a Cigar e Shine On You Crazy Diamond; coro; basso in Sheep, Pigs (Three Different Ones) e Welcome to the Machine
- Dick Parry – sassofono, tastiere

## Scaletta
La scaletta comprendeva l'intera esecuzione dei brani presenti negli album Animals e Wish You Were Here e, come bis, due brani di The Dark Side of the Moon.
Set I  – Animals:
1. Sheep
2. Pigs on the Wing (Part I)
3. Dogs
4. Pigs on the Wing (Part II)
5. Pigs (Three Different Ones)

Set II – Wish You Were Here:
1. Shine On You Crazy Diamond (Parts I–V)
2. Welcome to the Machine
3. Have a Cigar
4. Wish You Were Here
5. Shine On You Crazy Diamond (Parts VI–IX)

Bis 1:
1. Money
2. Us and Them (aggiunta a Febbraio)

Bis 2:
1. Careful with That Axe, Eugene (suonata una sola volta il 9 maggio 1977, ad Oakland, California)
2. Drift Away Blues,[2] nota anche come More Blues[1] (con Snowy White) (improvvisazione blues suonata solo una volta, il 6 luglio 1977, a Montréal, Quebec, in risposta ad un pubblico aggressivo)

## Concerti
| Data             | Città                  | Stato          | Luogo                                    |
| Europa           | Europa                 | Europa         | Europa                                   |
| ---------------- | ---------------------- | -------------- | ---------------------------------------- |
| 23 gennaio 1977  | Dortmund               | Germania Ovest | Westfalenhallen                          |
| 24 gennaio 1977  | Dortmund               | Germania Ovest | Westfalenhallen                          |
| 26 gennaio 1977  | Francoforte            | Germania Ovest | Festhalle Frankfurt                      |
| 27 gennaio 1977  | Francoforte            | Germania Ovest | Festhalle Frankfurt                      |
| 29 gennaio 1977  | Berlino Ovest          | Germania Ovest | Deutschlandhalle                         |
| 30 gennaio 1977  | Berlino Ovest          | Germania Ovest | Deutschlandhalle                         |
| 1 febbraio 1977  | Vienna                 | Austria        | Stadthalle                               |
| 3 febbraio 1977  | Zurigo                 | Svizzera       | Hallenstadion                            |
| 4 febbraio 1977  | Zurigo                 | Svizzera       | Hallenstadion                            |
| 17 febbraio 1977 | Rotterdam              | Paesi Bassi    | Sportpaleis Ahoy                         |
| 18 febbraio 1977 | Rotterdam              | Paesi Bassi    | Sportpaleis Ahoy                         |
| 19 febbraio 1977 | Rotterdam              | Paesi Bassi    | Sportpaleis Ahoy                         |
| 20 febbraio 1977 | Anversa                | Belgio         | Sportpaleis                              |
| 22 febbraio 1977 | Parigi                 | Francia        | Pavillon de Paris                        |
| 23 febbraio 1977 | Parigi                 | Francia        | Pavillon de Paris                        |
| 24 febbraio 1977 | Parigi                 | Francia        | Pavillon de Paris                        |
| 25 febbraio 1977 | Parigi                 | Francia        | Pavillon de Paris                        |
| 27 febbraio 1977 | Monaco                 | Germania Ovest | Olympiahalle                             |
| 28 febbraio 1977 | Monaco                 | Germania Ovest | Olympiahalle                             |
| 1 marzo 1977     | Monaco                 | Germania Ovest | Olympiahalle                             |
| 15 marzo 1977    | Londra                 | Inghilterra    | Empire Pool                              |
| 16 marzo 1977    | Londra                 | Inghilterra    | Empire Pool                              |
| 17 marzo 1977    | Londra                 | Inghilterra    | Empire Pool                              |
| 18 marzo 1977    | Londra                 | Inghilterra    | Empire Pool                              |
| 19 marzo 1977    | Londra                 | Inghilterra    | Empire Pool                              |
| 28 marzo 1977    | Stafford               | Inghilterra    | New Bingley Hall                         |
| 29 marzo 1977    | Stafford               | Inghilterra    | New Bingley Hall                         |
| 30 marzo 1977    | Stafford               | Inghilterra    | New Bingley Hall                         |
| 31 marzo 1977    | Stafford               | Inghilterra    | New Bingley Hall                         |
| Nord America     |                        |                |                                          |
| 22 aprile 1977   | Miami                  | Stati Uniti    | Miami Baseball Stadium                   |
| 24 aprile 1977   | Tampa, Florida         | Stati Uniti    | Tampa Stadium                            |
| 26 aprile 1977   | Atlanta                | Stati Uniti    | The Omni                                 |
| 28 aprile 1977   | Baton Rouge, Louisiana | Stati Uniti    | LSU Assembly Center                      |
| 30 aprile 1977   | Houston                | Stati Uniti    | Jeppesen Stadium                         |
| 1 maggio 1977    | Fort Worth, Texas      | Stati Uniti    | Tarrant County Convention Center         |
| 4 maggio 1977    | Phoenix, Arizona       | Stati Uniti    | Arizona Veterans Memorial Coliseum       |
| 6 maggio 1977    | Anaheim, California    | Stati Uniti    | Anaheim Stadium                          |
| 7 maggio 1977    | Anaheim, California    | Stati Uniti    | Anaheim Stadium                          |
| 9 maggio 1977    | Oakland, California    | Stati Uniti    | Oakland–Alameda County Coliseum          |
| 10 maggio 1977   | Oakland, California    | Stati Uniti    | Oakland–Alameda County Coliseum          |
| 12 maggio 1977   | Portland (Oregon)      | Stati Uniti    | Memorial Coliseum                        |
| 15 giugno 1977   | Milwaukee              | Stati Uniti    | County Stadium                           |
| 17 giugno 1977   | Louisville             | Stati Uniti    | Freedom Hall                             |
| 19 giugno 1977   | Chicago                | Stati Uniti    | Soldier Field                            |
| 21 giugno 1977   | Kansas City            | Stati Uniti    | Kemper Arena                             |
| 23 giugno 1977   | Cincinnati             | Stati Uniti    | Riverfront Coliseum                      |
| 25 giugno 1977   | Cleveland              | Stati Uniti    | Municipal Stadium (World Series of Rock) |
| 27 giugno 1977   | Boston                 | Stati Uniti    | Boston Garden                            |
| 28 giugno 1977   | Filadelfia             | Stati Uniti    | The Spectrum                             |
| 29 giugno 1977   | Filadelfia             | Stati Uniti    | The Spectrum                             |
| 1 luglio 1977    | New York               | Stati Uniti    | Madison Square Garden                    |
| 2 luglio 1977    | New York               | Stati Uniti    | Madison Square Garden                    |
| 3 luglio 1977    | New York               | Stati Uniti    | Madison Square Garden                    |
| 4 luglio 1977    | New York               | Stati Uniti    | Madison Square Garden                    |
| 6 luglio 1977    | Montréal               | Canada         | Olympic Stadium                          |